# Tanna japonensis
Espèce
Tanna japonensis ou higurashi (蜩, 茅蜩, ひぐらし) est une espèce d'insectes hémiptères de la famille des Cicadidae, regroupant principalement les cigales. Distribué à travers toute l'Asie de l'Est, il est surtout présent au Japon. Son cri strident peut être le plus souvent entendu en matinée ou soirée.
Le kanji le représentant vient du caractère pour Miscanthus, du nom des roseaux qu'il affectionne comme habitat. Son cri lui vaut aussi d'être appelé familièrement kanakana (カナカナ) au Japon.

## Caractéristiques
Le corps de l'higurashi adulte mâle mesure entre 28 et 38 mm, la femelle entre 21 et 25. L'abdomen du mâle est plus long et épais que celui de la femelle, permettant de facilement les différencier. En outre, l'infra-cavité abdominale du mâle est plus développée, donnant à son cri une plus grande résonance.
Le corps est coloré dans des tons rouges et bruns, avec une pointe de vert autour de l'œil ainsi qu'au centre et à l'arrière du thorax ; les individus vivant en montagne sont plus sombres.

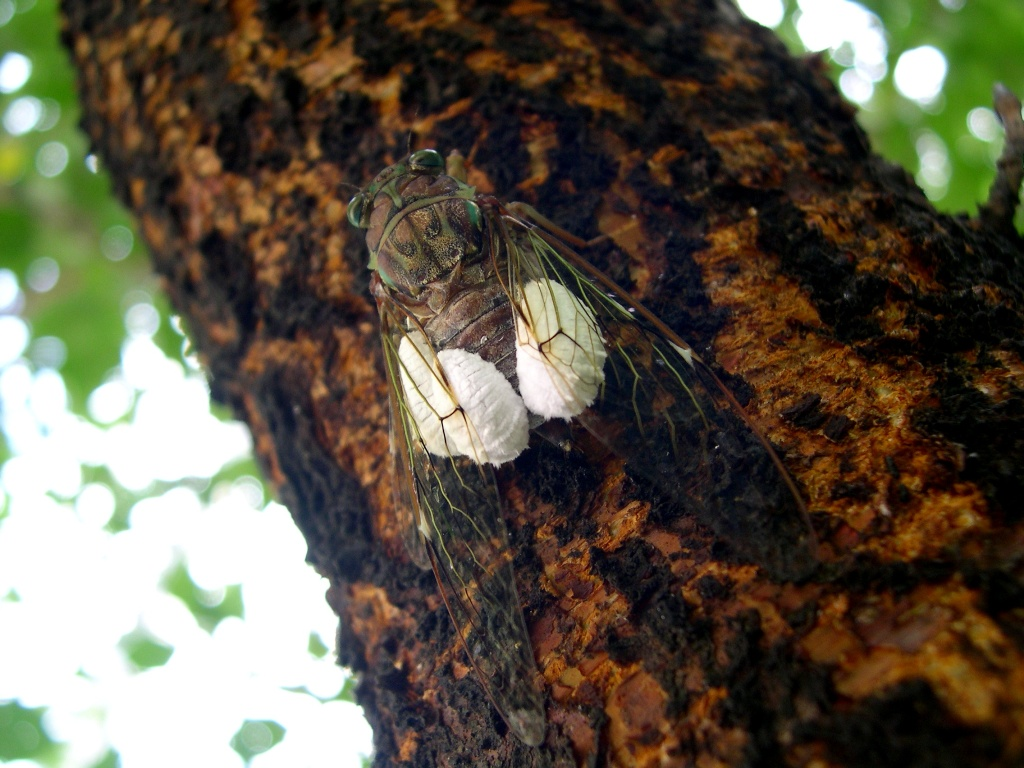
Chenille dEpipomponia nawai attachées à l'abdomen d'une Tanna japonensis femelle.

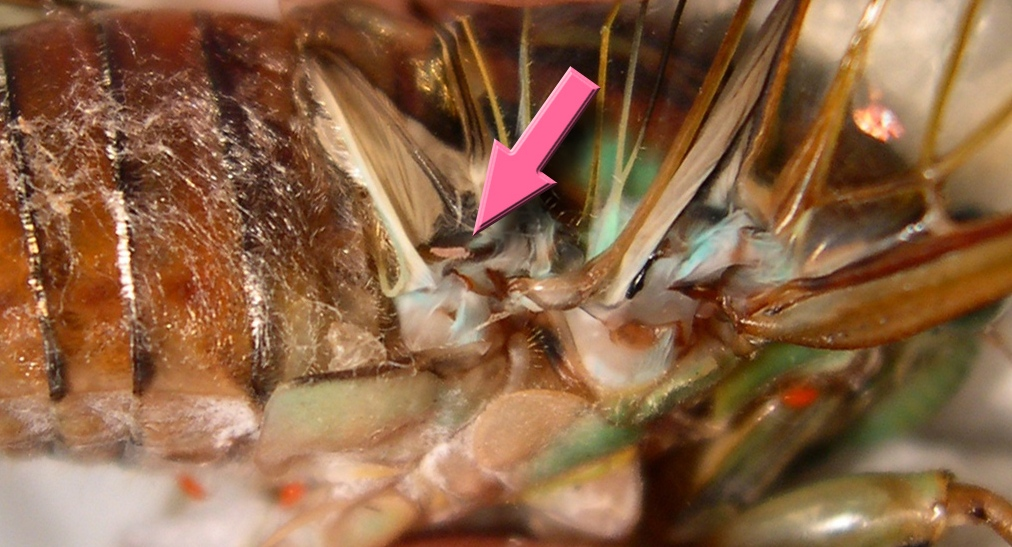
Le premier stade de la larve dEpipomponia nawai mesure 0,6 mm de long.

## Habitat
Japon
T. japonensis vit dans de nombreux habitats du sud de l'Hokkaidō, au climat continental humide, jusqu'à l'extrême-nord d'Amami-Ōshima (où l'on retrouve des variantes et sous-espèces comme T. j. ishigakiana), près de Taïwan, au climat subtropical humide, aussi bien dans les plaines que les régions montagneuses.
Autres pays d'Asie
T. japonensis prolifère en Chine mais est absent de la péninsule de Corée.
Types d'habitat
Ils vivent près des cyprès, cèdres et forêts de bois dur.

## Écologie
Epipomponia nawai est un papillon de nuit, parasite utilisant T. japonensis comme hôte pour ses œufs.
Ils peuvent également servir d'hôte aux œufs de mouches de la famille des Sarcophagidae.

## Cri
Son cri se fait surtout entendre au cœur de l'automne, de septembre à mi-octobre, où il est quotidien. Dans certaines régions, il émet déjà des appels à la fin de l'été.
Les mâles émettent un son distinctif, pouvant être interprété comme « KIKIKIKIKI », « KEKEKEKEKE » et « CANNAT KANAKANA ...». Leur appel est assez sonore, mais ne porte pas sur de longues distances.
Le cri se fait entendre avant le lever du soleil et ils chantent souvent à l'aube, au crépuscule ou après le coucher du soleil, lorsque la température est moins élevée, ou lorsque le temps est nuageux. Selon un ouvrage de Sakis Drosopoulos et l'entomologiste Michael F. Claridge, le cri varie avec la température : plus celle-ci est élevée, plus le mâle cymbalise à intervalles rapprochés.
Au Japon, la culture populaire associe ce cri à la mélancolie, et il devient un sujet littéraire ou audiovisuel, comme dans le jeu Higurashi no naku koro ni, où le son est un élément principal du scénario.

## Sous-espèces
On distingue deux sous-espèces :
- Tanna japonensis japonensis ;
- Tanna japonensis ishigakiana.

### Tanna japonensis ishigakianaKato, 1960
Cette variante peut être trouvée à Ishigaki, une île de la Préfecture d'Okinawa. Cette sous-espèce fut un temps en danger et à ce titre reprise sur la liste rouge de l'UICN, mais la situation est aujourd'hui considérée comme non préoccupante. Leur cri est plus métallique, avec un tempo plus rapide, que celui de Tanna japonensis japonensis.

## Étymologie
Son nom d'espèce, composé de japon et du suffixe latin -ensis, « qui vit dans, qui habite », lui a été donné en référence au lieu de sa découverte.
Son nom japonais, higurashi, vient de « faire se coucher le soleil » (日暮らし、日を暮れさせる, hi o kuresaseru) ou similairement de « assombrir le jour » (日暗し、日を暗くする, hi o kuraku suru), étant donné la croyance populaire qui prête à la cigale le pouvoir d'accélérer l'arrivée du crépuscule (暮れ, kure).
| 日ぐらしや 捨てて置いても 暮るる日を | higurashi ya suteteoitemo kururu hi o | Ô cigale ! même si tu le laisses tranquille, le jour passe si vite ! |
| ------------------------------------ | ------------------------------------- | -------------------------------------------------------------------- |

## Higurashi dans les œuvres de fiction
- Higurashi no naku koro ni, série de dōjin-games au nom de cet insecte ;
- Akane Higurashi, personnage du manga et de l'animé Mai-HiME ;
- Kagome Higurashi et Sota Higurashi, personnages du manga et de l'animé Inu-Yasha.

## Synonymie
Tanna japonensis a pour synonymes :
- Leptopsaltria japonica Horváth, 1892
- Pomponia japonensis Distant, 1892
- Tanna japonensie Distant, 1892
- Tanna japonensis subsp. japonensis
- Tanna japonensis var. kimotoi Kato, 1943
- Tanna japonensis var. nigrofusca Kato, 1940
- Tanna japonesis Distant, 1892
- Tanna japonnesis Distant, 1892
- Tanna joponensis Distant, 1892
- Tanna nipponensis Distant, 1892
- Tanna sasaii Matsumura, 1939